# Kiút nélkül
A Kiút nélkül (eredeti cím: No Escape) 2015-ben bemutatott amerikai akció-thriller, melynek rendezője John Erick Dowdle, forgatókönyvírója John és Drew Dowdle (John testvére). A főszerepet Owen Wilson, Lake Bell és Pierce Brosnan alakítja.
Az Amerikai Egyesült Államokban 2015. augusztus 26-án mutatta be a The Weinstein Company, Magyarországon kizárólag DVD-n jelent meg szinkronizálva.

## Történet
|  | Alább a cselekmény részletei következnek! |

Egy meg nem nevezett Délkelet-Ázsiai országban, ami látszólag a való életben Kambodzsa, a miniszterelnök bezárkózik, hogy a "Cardiff" nevezetű cég képviselőivel foglalkozzon, ami az amerikai vízrendszerre specializálódott. Miután a képviselők távoznak, egy csoport fegyveres lázadó megjelenik a helységben és végeznek a miniszterelnökkel.
Tizenhét órával korábban, Jack Dwyer (Owen Wilson), a Cardiff új alkalmazottja, a feleségével – Annievel (Lake Bell) és lányaikkal, Lucyval (Sterling Jerins) és Beezevel (Claire Geare), abba az országba repülnek. A leszállás után befut egy Hammond (Pierce Brosnan) nevezetű brit, aki felkínál a számukra egy fuvart ővele és jó barátjával, "Kenny Rogers"el (Sahajak Boonthanakit) az Imperial Lotus Hotelbe, ahol többnyire csak külföldiek tartózkodnak. A hotelben Jack megtudja, hogy az egész városban nincs telefonvonal, se televízió és még internet sem. Később lemegy a bárba, hogy beszélgessen Hamonddal.
Másnap reggel, Jack kimegy az utcára, hogy vegyen egy újságot, de akaratán kívül véletlen egy konfrontáció közepén találja magát, a fegyveres tüntetők és a pajzsos rohamrendőrök között. A két erő hevesen összecsap, Jack ekkor próbál elmenekülni. Végül a tüntetők fölénybe kerülnek, és elkezdik meggyilkolni a rendőröket. Jack visszafut a szállodához, de tanúja lesz, ahogyan a lázadók fejbe lőnek egy amerikai turistát. Az egyik lázadó katona észreveszi Jacket, ekkor a férfi gyorsan felmászik létrán és az egyik hotelablakot betörve bemenekül. A lázadók áttörik a hotel fő bejáratát és válogatás nélkül elkezdik lemészárolni a személyzetet és a vendégeket. Jack siet vissza a családjához a szobába, de megtudja, hogy Lucy a földszint medencéjében úszik. Jack alig hogy eljut Lucyhoz időben, még mielőtt a lázadók eljutnának a medence területére is. Eközben Annie látja a lázadókat egyik szobából a másikba megölni a lakókat. Nehezen, de sikerült kinn tartania őket a szobájukból. Jack visszatér Lucyval, majd a lépcsőházban belebotlik egy lázadóba, de Hammond megmenti őt és azt mondja neki, hogy menjenek a tetőre. Jack a családjával felmennek és csatlakoznak néhány szállodai vendéghez és munkatárshoz, akik összegyűlve együttes erővel blokkolják az ajtót. A tetőn a hotel turistái figyelmeztetik Jacket, hogy ne menjen a tető szélére, mert a lázadók lövöldöznek is. A férfi látja hogy rengeteg lázadó van lenn és gyülekeznek a hotel helységéhez, hogy végezzenek minden külföldi emberrel, hogy a városukat megvédjék tőlük. Egy francia szállodai utas interpretálja, amint kántáltak ( "Ne állj ellen. Nem lesznek foglyok, mert megölnek mindenkit.", "Vért a vízért!") Ez hallatán odamennek a londinerhez, hogy megkérdezzék mit jelent a vért a vízért! kifejezés; Elmondja, hogy az amerikaiak elveszik a vízművet, melyet a lázadók nem néznek jó szemmel.) Hamar meghallanak egy közeledő helikoptert. A nagy horror után mindenki nagy megkönnyebbülésre tesz szert, de végül látják, hogy a lázadók azok, akik tüzet nyitnak rájuk és sok ártatlan meghal. Ahogy Jack fedezékbe vonul a családjával, a helikopter rotátora beleakad néhány áramos vezetékbe és lezuhan. A lázadók áttörik a blokkolt ajtót, és elkezdenek végezni a túlélőkkel. Jack átugrik a családjával a szálloda melletti irodaházra. Visszanéz és látja, hogy a lázadók vezére a "Welcome" banner Cardiff-et mutatja fel az ő fényképével, felismerve hogy ő a nagy célpont.
Egy tank megcélozza az irodaépületét és válogatás nélkül tüzelnek. Jack a családjával elrejtőzik néhány törmelék között, közben a lázadók özönlenek be az épületbe és megölnek minden alkalmazottat. A család továbbra is ott marad a nap többi részében egészen estig, egy holttestet magukra húzva az elrejtőzködéshez. Jack elhagyja a rejtekhelyet, majd belefut egy fosztogató lázadóba, és arra kényszerül, hogy megölje, amit Annie végig néz. Találnak egy térképet, majd álcázniuk kell magukat a halott irodai dolgozók ruháival, hogy kimenjenek az utcára és eljussanak az Amerikai Nagykövetségre, egy lopott mopeddal. Útközben sikerül átlovagolniuk a nagy tömegen, de egyikőjük észreveszi, hogy külföldiek, látva a két fiatal kislányt fenn ülve, de nem mondd semmit. Miután megérkeznek a Nagykövetséghez, de nem hallanak semmit és elhagyatott is a hely, ám rögtön menekülniük kell, mert a szállodai mészárlásból tartanak kifelé a lázadók és a vezetőjük, akik meglátják őket. A család egy Buddhista szentélykert közelében keres menedéket, majd a régi ingatlan gondnoka elbújtatja őket. A lázadók észveszejtően elkezdik keresni őket ott. Jack megpróbál ellopni egy puskát tőlük, és Annie a rejtekhelytől kijön, hogy elvonja a figyelmüket, míg Lucy és Beeze várnak rájuk. Jack véletlen zajt csap, és elkapják, ütlegelik. Ahogy csoport vezetője készül megerőszakolni Anniet, megjelenik Hammond valamint Kenny a kertben és lelövik az összes lázadót, kivéve a vezetőjüket, aki megszökik. A két férfi elviszi a családot egy közeli bordélyházhoz, amin keresztül felmennek a tetejére. Ahogy esznek, Hammond elmagyarázza, hogy ő és Kennyi régebben a brit kormánynak dolgoztak. Ők és már ügynökök beszéltek a korábbi kormánnyal, hogy a Cardiff nevezetű céggel foglalkozzanak. Mivel foglalkoztak vele, lehetővé tette számukra, hogy "saját" kormányuk legyen, ami ekkor feldühítette az embereket, melynek ellenére anarchikus felkelés kerekedett. Hammond elmagyarázza a következő tervet; hogy a legközelebbi folyónál evezzenek át a hajóval egészen a vietnámi határig. Ha átérnek, akkor menedékjogot kapnak, ahol nem bánthatja őket senki.
Ahogy a gyerekek elalszanak, Annie és Jack könnyezve mondanak egymásnak szépeket, hogy nem bánták meg a közös életüket, ekkor felkészülnek arra a tényre is, hogy valószínűleg nem élik meg a következő reggelt. Mielőtt a tervüket megvalósítanák, megtámadják hajnali 4 órakor őket, akik megölik Kennyt és halálos sebet ejtenek Hammondon. Amíg a család menekül, feláldozza magát, majd egy lázadó halálra gázolja őt egy teherautóval. Közel a parthoz Annie és a gyerekek elrejtőznek, míg csak rátalál egy halászra, akinek odaadja az aranyóráját és a cipőjét egy csónakért. A halász hallja a lázadókat közeledni, így elrejti Jacket az egyik régi hajó alatt. Nem sokkal később a vezető, aki megszökött korábban, néhány emberével rátalálnak Jackre és készülnek a megölésére. Lucy elhagyja a rejtekhelyét, hogy megzavarja a vezetőt, akinek a lövése eltalálja Jack vállát. A vezető ezután elkapja Lucyt és a kezébe helyezi a pisztolyt, majd Jack fejéhez tartja arra kényszerítve, hogy végezzen vele. Ő nem hajlandó megtenni, de a férfi ösztönzi a kislányát, hogy lője le (annak érdekében, hogy esetleg megmenekülne). Mielőtt Lucy megtenné, Annie közbelép és szétveri a vezető fejét egy evezőbottal. Jack megragadja a pisztolyt és végez a fennmaradó lázadókkal.
A család felkapja a csónakot, és áteveznek a folyón. Hamar kiszúrja őket egy csoport lázadó. Már a vietnámi határ közelében vannak és a határőrség figyelmezteti a családot több fegyveressel, hogy semmilyen engedélyük nincs, hogy átlépjék a határt, de amint a hajó keresztezi a határjelzőt, a határőrség figyelmezteti a lázadókat, hogy nem támadhatják a családot, mert mostanra már a vietnámi vizeken van. Ha mégis lőnének, akkor az háborús cselekedetnek minősülne. A család megöleli egymást, hogy végre sikerült a végére érni a történteknek. Később a kórházban, Jack és Annie elmesélik a gyerekek történetét, hogyan született meg Lucy és Beeze (melyet még a két lány kért korábban h meséljék el.)
|  | Itt a vége a cselekmény részletezésének! |

## Szereplők
| Szerep                | Színész              | Magyar hang    |
| --------------------- | -------------------- | -------------- |
| Jack Dwyer            | Owen Wilson          | Széles László  |
| Annie Dwyer           | Lake Bell            | Pikali Gerda   |
| Lucy Dwyer            | Sterling Jerins      | Bartus Emese   |
| Briegel „Beeze” Dwyer | Claire Geare         | Stern Hanna    |
| Hammond               | Pierce Brosnan       | Kautzky Armand |
| Kenny Rogers          | Sahajak Boonthanakit | Szokol Péter   |

## Bevételek és fogadtatás
A film vegyes kritikákat kapott a kritikusoktól, akik dicsérték Owen Wilson színészi teljesítményét a filmben. A Metacritic oldalán a film értékelése 38% a 100-ból, ami 33 véleményen alapul. A Rotten Tomatoeson a Kiút nélkül 45%-os minősítést kapott, 142 értékelés alapján. A film világszerte több mint 54 millió dolláros bevételt aratott, ami az 5 milliós költségvetéséhez képest jól teljesített.